# Герб Боливии
Герб Боливии (исп. Escudo de Bolivia) — один из государственных символов Боливии, наряду с флагом, гимном, випалой, кокардой и двумя цветками — кантуей буксолистной и геликонией ростральной. Принят в 1825 году, современный вид приобрёл в 1888 году, в настоящее время используется в варианте 2004 года (в редакции 2009 года).

## Описание
В Конституции Боливии 2009 года герб упоминается, но не описывается. Герб утверждён законом DS № 241 от 5 августа 2009 года. Официальное описание:
В верхней части щита изображено восходящее из-за горы Серро-Рико-де-Потоси солнце в окружении облаков.
В центре щита изображены горы Серро-Рико-де-Потоси и Серро-Менор.
На вершине Серро-Менор видна часовня Святого Сердца Иисуса.
Перед горами справа изображена лама, слева — сноп пшеницы и пальма.
Вокруг щита идёт синяя овальная кайма.
В верхней половине каймы размещена надпись «Боливия» золотыми заглавными буквами.
В нижней половине каймы — десять золотых пятиконечных звёзд.
С каждой стороны щита — три знамени (национальных флага).
За щитом находятся две пушки и четыре винтовки, перекрещённые по диагонали, образуя букву X.
С правой стороны щита находится топор.
С левой стороны щита находится фригийский колпак.
Щит венчает взлетающий андский кондор.
За кондором изображены лавровая и оливковая ветви.
Лавровая ветвь слева и оливковая ветвь справа образуют венок.Símbolos del Estado Plurinacional de Bolivia, DS Nº 241, 5 de agosto de 2009

## Символика
- Кондор — национальная птица Боливии, символизирующая стремление к развитию без ограничений.
- Лавровая и оливковая ветви символизируют мир и славу народов Боливии.
- Винтовки с примкнутыми штыками символизируют готовность защищать государство.
- Топор символизирует власть, основу государства.
- Пушки символизируют вооружённые силы.
- Фригийский колпак символизирует свободу.
- Кайма светло-голубого цвета с золотыми надписями символизирует утерянное побережье.
- Гора Серро-Рико-де-Потоси символизирует богатство минеральных ресурсов и недр.
- Гора Серро-Менор благодаря своему своеобразному внешнему виду ассоциируется с Серро-Рико-де-Потоси, на Серро-Менор построена часовня Святого Сердца Иисуса.
- Часовня Святого Сердца Иисуса, построенная из гранита и известная изображением Святого Сердца из бронзы, символизирует собой культурное наследие государства.
- Солнце и облака символизируют образование и процветание государства.
- Лама символизирует богатство фауны.
- Сноп пшеницы символизирует богатство сельского хозяйства.
- Пальма символизирует богатство природных ресурсов.
- Звезда считается символом удачи, судьбы, фатума, завоевания.
- На гербе Боливии изображено десять звёзд, символизирующих каждый из департаментов в следующем порядке в соответствии с хронологией создания:

1. Первая звезда: департамент Чукисака, созданный 23 января 1826 года
2. Вторая звезда: департамент Ла-Пас, созданный 23 января 1826 года.
3. Третья звезда: департамент Потоси, созданный 23 января 1826 года.
4. Четвёртая звезда: департамент Кочабамба, созданный 23 января 1826 года.
5. Пятая звезда: департамент Санта-Крус, созданный 23 января 1826 года.
6. Шестая звезда: департамент Оруро, созданный 5 сентября 1826 года.
7. Седьмая звезда: департамент Побережья[исп.], созданный 1 июля 1829 года[К 1].
8. Восьмая звезда: департамент Тариха, созданный 24 сентября 1831 года.
9. Девятая звезда: департамент Бени, созданный 18 ноября 1842 года.
10. Десятая звезда: департамент Пандо, созданный 24 сентября 1938 года[2].

## История герба

Герб Боливии 1825 года

### Герб 1825 года
Республика Боливар, ранее входившая в состав испанского вице-королевства Рио-де-ла-Плата, провозгласила свою независимость от Испании в 1825 году, первым президентом страны стал Симон Боливар. Первый боливийский герб был обнародован Указом Генеральной Ассамблеи Республики Боливар от 17 августа 1825 года, в течение нескольких дней после подписания 6 августа Акта о независимости. В соответствии с указом, описание герба гласило:
«Герб Республики Боливар представляет собой геральдический щит, который дважды пересечён, средняя часть рассечена. В верхней части изображено пять серебряных звёзд в синем поле, символизирующих пять департаментов, образующих Республику. В нижней части изображена гора Серро-Рико-де-Потоси в золотом поле, символизирующая богатства недр Республики. В центре справа в белом поле изображено хлебное дерево, растущее в горах Республики, символизирующее богатство флоры государства. В центре слева в зелёном поле изображена викунья, символизирующая богатство фауны государства. Щит увенчан фригийским колпаком, по сторонам от которого два гения держат ленту с надписью „Республика Боливар“».

### Герб 1826 года

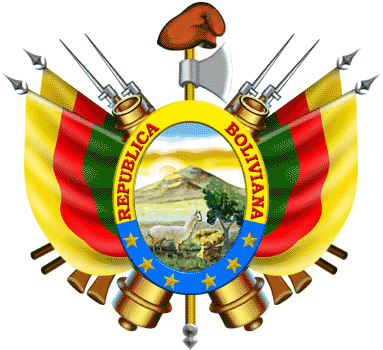
Герб Боливии 1826 года

Герб был изменён во время правления президента Боливии Антонио Хосе де Сукре. В законе от 25 июля 1826 года приведено следующее описание государственной печати:
«Статья 1. Большая печать республики имеет овальную форму, в длину сорока пять линий и в ширину сорок линий; на ней в серебряном поле изображено солнце, восходящее из-за горы Серро-Рико-де-Потоси; перед горой справа изображена альпака, а слева — сноп пшеницы и ветвь хлебного дерева; ниже шесть звёзд в синем поле; в верхней части надпись „Боливийская республика“».
Седьмая статья того же закона гласила, что герб республики совпадает с государственной печатью.
Вскоре после этого сложилась традиция изображать вокруг овального щита следующие украшения: за щитом четыре национальных флага (по два с каждой стороны), две пушки и четыре ружья, а также топор, увенчанный фригийским колпаком. После 1831 года слова «Боливийская республика» стали писаться в кайме, шедшей вокруг щита.
Во время президентства Мануэля Исидоро Бельсу (1848-55 года) в соответствие с законом от 5 ноября 1851 года (статья 2) фригийский колпак был заменён «боливийским кондором».

### Герб Конфедерации Перу и Боливии 1836—1839 года

Герб Конфедерации Перу и Боливии 1836 года

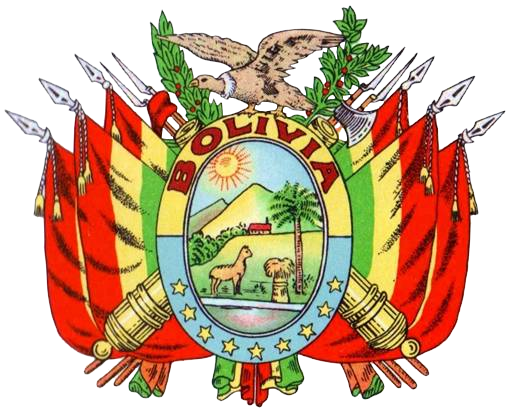
Герб Боливии 1888 года

В 1836 году по инициативе президента Боливии Андреса де Санта-Круса Перу и Боливия были объединены в конфедерацию. Новое государство просуществовало до 25 августа 1839 года, после чего было упразденно. Согласно «Основному закону Конфедерации Перу и Боливии» герб конфедерации располагался в центре флага и представлял собой гербы трёх провинций, окружённых лавровыми ветвями (статья 37). Другая использовавшаяся эмблема изображает морской пейзаж с горой Потоси на первом плане, за которой изображены Анды и восходящее солнце. Герб Боливии в составе Конфедерации остался прежним.

### Герб 1888 года
Поскольку изображения герба на документах, флагах, марках, монетах и т. д. часто было неточным и использовались различные версии герба, отличающиеся в деталях, возникла необходимость закрепить сложившиеся изменения и установить правила использования и изображения государственной символики. 14 июля 1888 года, во время президентства Грегорио Пачеко Лееса, был издан указ, устанавливающий новый герб. Описание герба согласно указу:
«Статья 1. Герб Республики Боливия представляет собой овал. В центре внизу находится гора Серро-Рико-де-Потоси, справа изображена альпака, слева — сноп пшеницы и хлебное дерево. За горой изображено восходящее солнце в окружении облаков. Вокруг щита идёт синяя кайма, на которой золотом изображены: вверху надпись „Боливия“, внизу — девять золотых звёзд. С каждой стороны щита изображены три знамени, одна пушка, две винтовки, слева топор, справа фригийский колпак. Щит венчает взлетающий андский кондор, за которым изображён венок из ветвей оливкового дерева и лавра. В случае необходимости, поле вне щита следует изображать перламутрово-синим».
Верховным указом президента Розы Баутисты Сааведры Мальеа (1921-25 года) от 1 января 1924 года (статья 1) цветок кантуа был объявлен национальным цветком, и, в соответствии с этим указом, венок из лавровой и оливковой ветвей на гербе менялся на венок из кантуа. Однако в отношении герба указ так и остался на бумаге, и фактически герб не изменился.

### Герб 2004 года
В 2004 году был принят закон Nº 27630 от 19 июля 2004 года, вводивший ныне используемый герб. Описание герба гласит:
«Статья 5. (Национальный герб). Геральдический щит Республики Боливия имеет овальную форму. В верхней части щита изображено восходящее из-за горы Серро-Рико-де-Потоси солнце в окружении облаков. В центре щита изображены горы Серро-Рико-де-Потоси и Серро-Менор. На вершине Серро-Менор видна часовня Святого Сердца Иисуса. Перед горами справа изображена лама, слева от неё — сноп пшеницы и пальма. Вокруг щита идёт синяя кайма с золотым изображением. В верхней половине каймы размещена надпись „Боливия“ заглавными буквами золотого цвета. В нижней половине овала — десять золотых пятиконечных звёзд. С каждой стороны щита — три знамени (национальных флага), одна пушка, две винтовки; также слева топор, справа — фригийский колпак. Щит венчает взлетающий андский кондор. За кондором расположены две переплетённые ветви (лавр и оливковое дерево), образующие венок. В случае необходимости, поле вне щита следует изображать перламутрово-синим».
Среди изменений, который вводит новый закон, можно отметить следующие: альпака была заменена на ламу, хлебное дерево — на пальму; герб дополнен изображениями горы Серро-Менор и часовни Святого Сердца Иисуса.
В 2007 году депутаты боливийского парламента предложили изображать на гербе Боливии листья коки. По их словам, кока является традиционным боливийским символом постоянства и упорства, культурного наследия и социальной целостности. Местные коренные жители и их исторические преемники европейцы веками использовали листья коки как бодрящее вещество, их жевали и из них заваривали чай. Однако предложение не было поддержано парламентским большинством.
В 2009 году был принят ныне действующий закон, незначительно изменяющий правила использования герба и уточняющий его описание.

### Звёзды на гербе
С течением времени количество звёзд, символизирующих департаменты Боливии, постоянно менялось. В гербе 1825 года первая звезда соответствовала департаменту Чукисака, вторая — департаменту Ла-Пас, третья — департаменту Потоси, четвёртая — департаменту Кочабамба и пятая — департаменту Санта-Крус. По закону от 2 сентября 1826 года Хосе Антонио де Сукре приказал создать Департамент Оруро, в честь чего была добавлена шестая звезда. Президент Андреас де Санта-Крус указом от 1 июля 1829 года распорядился создать Департамент Побережья в округе Атакама, который до этого был частью провинции Потоси. Это привело к появлению седьмой звезды. По закону от 24 сентября 1831 года Санта-Крус создал департамент Тариха, что увеличило количество звёзд до восьми. Девятая звезда обязана своим появлением созданию департамента Бени указом президента Хосе Балливьяна от 18 ноября 1842 года.
Десятая и одиннадцатая звёзды были связана с именем Мануэля Мариано Мельгарехо, который создал департаменты Тарата (1866) и Межилонес (1868). После свержения Мальгарехо в 1871 году его преемник Агустин Моралес отменил его административные преобразования, и количестве звезд на гербе снова стало равняться девяти. В ходе Тихоокеанской войны Боливия потеряла Департамент Побережья, однако звёзд на гербе по прежнему осталось девять. В соответствии с законом от 24 сентября 1938 года президент Херман Буш создал департамент Пандо, однако десятая звезда на щите, символизирующая новосозданный департамент, появилась лишь в соответствии с указом от 10 ноября 1961 года.
В настоящее время 9 звёзд символизируют девять департаментов Боливии, а одна из десяти звёзд — департамент Побережья (и потерянный для страны выход к океану).

## Проблемы и критика
На протяжении всей своей истории герб Боливии очень часто изображался с отклонениями от стандарта. Например, в 1860-х годах была известна версия, в которой перед горой Серро-Рико изображена малая гора, на которой стоит несколько зданий. Одно из этих зданий можно идентифицировать как часовню Святого Сердца Иисуса на Серра-Менор.
Неточности в изображении герба являлись предметом заботы правительства страны. Так, в преамбуле к закону 1888 года было сказано, что целью закона было унифицировать изображение герба с целью избежать дальнейших нарушений.
Указ 1888 года отчасти исправил положение, однако и сам указ не был лишён недостатков. Цвета и точное расположение элементов в гербе не были строго определены и во многих случаях оставлялись на усмотрение автора. Это приводило к многочисленным ошибкам. В качестве примера можно привести хлебное дерево, которое иногда изображали слева от снопа пшеницы, иногда — справа; небо на некоторых вариантах гербов было голубым, но иногда — жёлтым или оранжевым; солнце изображалось в различных точках на небе и т. д. На протяжении всей истории существования герба 1888 года подобного рода несоответствия были постоянным предметом критики.
Также гербы, изображаемые как декоративный элемент на стенах государственных учреждений Боливии, изобиловали различными неточностями, и иногда в одном и том же учреждении можно было увидеть до четырёх различных версий герба. Ошибки при изображении встречались и за пределами страны. Например, в филателистическом альбоме, изданном в 1946 году в США, кондора на гербе заменил орёл, а вместо альпака, хлебного дерева и снопа пшеницы были изображены три козы.
Одной из причин принятия закона 2004 года стало то, что «в последние годы неправильное и произвольное изображение национальных символов, особенно герба, стало частым явлением» и поэтому «необходимо установить нормы для стандартизации национальных символов и их компонентов, а также их правильного использования».
В ходе введения нового герба правительство предприняло большие усилия по распространению изображения по всей стране. С министерством обороны Боливии было заключено соглашение о печати листовок с новым гербом и его распространении во всех воинских частях страны. Это, в свою очередь, позволит распространить новый герб в сельской местности, там, где расположены воинские части. Также герб с описанием в обязательном порядке должен присутствовать на официальных страницах государственных учреждений Боливии.
Также одной из причин критики герба является его связь с колониальным прошлым. В боливийском гербе насчитывают 19 элементов, из которых 12 представляют колониальный период либо никак не связаны с боливийской историей и культурой. Например, фригийский колпак является символом свободы, но этот символ пришёл из Франции; хлебное дерево из старого герба было привезено из Индонезии и т. д. В колониальный период испанцы ввели в обращение пшеницу, хлебное дерево, знамёна, винтовки, пушки, оливковое и лавровое деревья. Во время работы боливийской Конституционной ассамблеи (2007 год), разрабатывающей новую конституцию страны, этот вопрос был предметом дискуссий, однако герб 2004 года решили не изменять.

## Комментарии
1. ↑  Департамент Побережья являлся единственным выходом Боливии к океану, однако был потерян в ходе Второй Тихоокеанской войны (1879—1883) и в настоящее время данная территория является частью Чили. Боливия на государственном уровне ставит своей целью обеспечить себе выход в Тихий океан[исп.].
2. ↑  Линия — старинная мера длины, испанская линия[исп.] равна 1,9 мм